# دهستان برادوست
بِرادوست در ایران یکی از دهستان‌های استان آذربایجان غربی ایران است. این دهستان در بخش صومای برادوست در شهرستان اورمیه جای دارد. مرکز این دهستان روستای بزرگ گنگجین است.
بنابر سرشماری مرکز آمار ایران در سال ۱۳۹۵، جمعیت این دهستان برابر ۱۱٬۳۶۱ نفر (۲٬۴۹۶ خانوار) بوده‌است.